# Ehrlich (cràter)

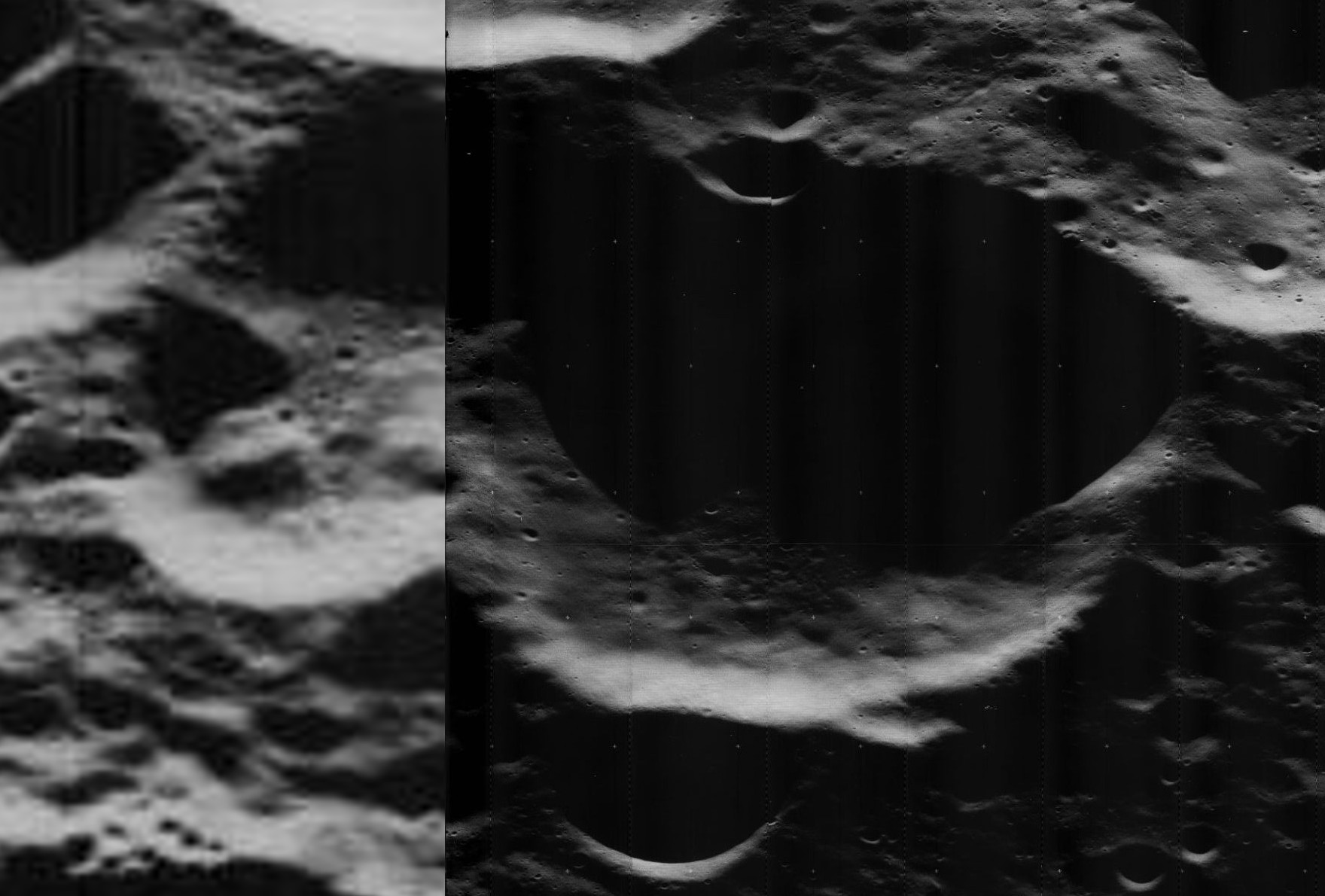
Mosaic d'imatges obliqües des de la Lunar Orbiter 5 (vista des de l'oest)

Ehrlich és un petit cràter d'impacte situat en l'hemisferi nord de la cara oculta de la Lluna, a l'interior d'una regió accidentada que ha estat àmpliament bombardejada per impactes de grandària comparable. Es troba a mig camí entre els cràters Parsons situat cap al sud i Guillaume (molt desgastat) cap al nord.

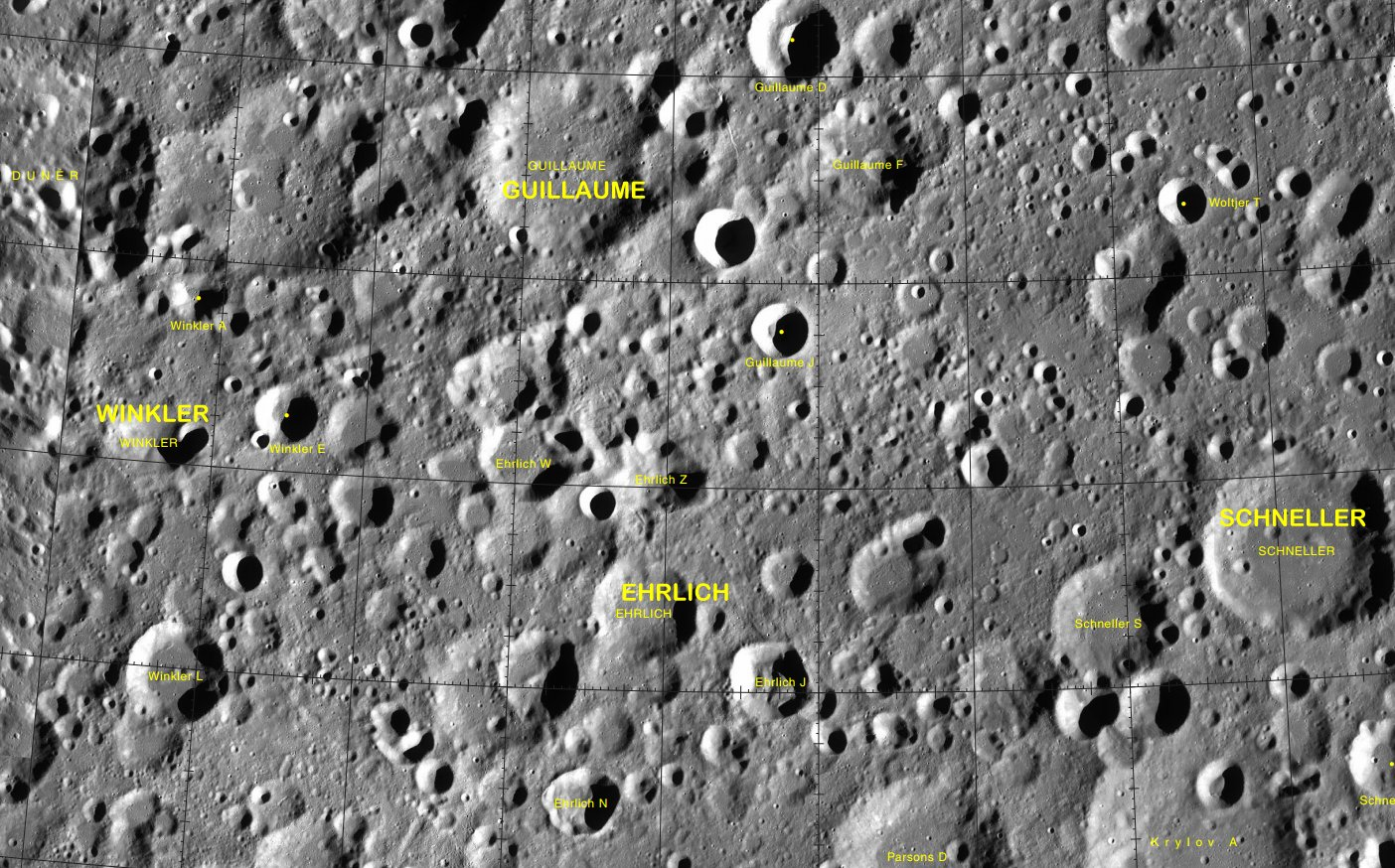
Localització d'Ehrlich. Fotografia de la missió Lunar Reconnaissance Orbiter

Es tracta d'un cràter molt desgastat, amb el seu relleu aplanat i arrodonit a causa dels nombrosos impactes rebuts de forma generalitzada. Un parell de petits cràters estan units a l'exterior en el seu costat sud. El sòl i les parets interiors manquen de trets distintius i no mostra impactes destacables en el brocal.

## Cràters satèl·lit
Per convenció aquests elements són identificats en els mapes lunars posant la lletra en el costat del punt central del cràter que està més prop d'Ehrlich.
|         | \| Ehrlich \| Coordenades \| Diàmetre \| \| ------- \| -------------------------------------- \| -------- \| \| J \| 40° 12′ N, 170° 42′ O / 40.2°N,170.7°O \| 25 km \| \| N \| 39° 00′ N, 173° 06′ O / 39.0°N,173.1°O \| 19 km \| \| W \| 42° 42′ N, 174° 00′ O / 42.7°N,174.0°O \| 26 km \| \| Z \| 42° 12′ N, 172° 24′ O / 42.2°N,172.4°O \| 28 km \| |          |
| Ehrlich | Coordenades | Diàmetre |
| J       | 40° 12′ N, 170° 42′ O / 40.2°N,170.7°O | 25 km    |
| N       | 39° 00′ N, 173° 06′ O / 39.0°N,173.1°O | 19 km    |
| W       | 42° 42′ N, 174° 00′ O / 42.7°N,174.0°O | 26 km    |
| Z       | 42° 12′ N, 172° 24′ O / 42.2°N,172.4°O | 28 km    |